# Рябина домашняя
Ряби́на дома́шняя, или крупноплодная, или садовая, или крымская (лат. Sorbus domestica) — дерево или кустарник, вид рода Рябина семейства Розовые (Rosaceae). Имеет обширный ареал произрастания, охватывающий западную, южную и юго-восточную части Европы, Крым, Малую Азию и Атласские горы в Северной Африке.

## Ботаническое описание

### Морфология
Листопадное широколиственное дерево или кустарник. Достигает 10–15 м, а отдельные экземпляры до 20 м высотой с окружностью ствола 0,5–0,8 м. Кора дерева серой окраски, шероховатая. Крона компактная, шаровидная, реже пирамидальная.
Листья сложные, непарноперистые, длиной 10–15 см. Листочки сидячие, продолговатые, по краю остропильчатые, тёмно-зелёные, реже светло-зелёные, со слабым опушением с нижней стороны. Почки довольно крупные, продолговатые и округлые, светло-бурые или тёмно-красные, клейкие. Генеративные почки смешанные, при распускании образуют розетку из 3–4 листьев и соцветие.
Цветки сравнительно небольшие, до 14—15 мм в поперечнике, собраны в сложный щиток, диаметром от 7 до 15 см. Количество цветков в соцветии варьирует от 20 до 70. Лепестки белые, округло-овальные, число тычинок колеблется от 20 до 30. В отличие от всех остальных видов рябины, цветки имеют 5 плодолистиков и столько же опушенных у основания столбиков.
Плод — яблочко. Величина плодов сильно варьирует — от 15–17 мм до 30–32 мм в диаметре и от 20 до 35 мм в длину. В зависимости от индивидуальных особенностей и наличия семян масса плода колеблется от 3 до 20 г. Форма плода яблоковидная, грушевидная, овальная или продолговатая. Плодов в кисти бывает от 3 до 18 и более, основная окраска которых во время съёмной зрелости бывает от жёлтой до светло-зелёной. Плоды в подавляющем большинстве имеют румянец от слабого, едва заметного, до интенсивного, занимающего больше половины поверхности.

### Жизненный цикл
Цветет поздно — в конце апреля или в начале мая. В редкие теплые зимы цветение начинается в первую половину апреля. Рябина — хороший медонос, приманкой для насекомых кроме хорошо заметных компактных соцветий служит сильный запах, издаваемый цветками. Для получения нормально развитых плодов растение нуждается в перекрестном опылении. При наличии 4—5 семян в плоде, они достигают наибольшего размера. При партенокарпическом развитии плоды мельчают.
Созревание плодов рябины крупноплодной наступает со второй половины сентября и растягивается до конца октября.
Растения, выращенные из семян, начинают плодоносить на 8–10 год, в то время как вегетативно размноженные окулянты — на 5—6 год.

## Хозяйственное значение и применение
Из-за своих довольно крупных, красивых и вкусных после дозревания в лежке плодов, рябина крупноплодная ещё в древности введена в культуру; с давних пор культивируется она и в Крыму. Хороша рябина домашняя и как декоративная культура. Прямой ствол, правильные очертания кроны, изящная перистая листва придают этому дереву привлекательный вид.
С наступлением съёмной зрелости плоды нужно собрать, так как после достижения этой фазы они опадают. Сразу после съема плоды рябины крупноплодной несъедобны из-за высокого содержания таннидов (до 2,3 %). Терпкость исчезает при дозревании в лежке. При полном созревании плодов мякоть приобретает желто-бурую окраску, пастообразную консистенцию, приятный кисло-сладкий вкус и аромат. Плоды рябины крупноплодной долго храниться не могут — через 1,5—2 недели они буреют и размягчаются.

#### В народной медицине
Свежие и сушеные плоды известны в народной медицине как средство при заболеваниях пищеварительной системы. Высокое содержание таннидов, которые обладают вяжущими свойствами, по-видимому, и определяет лечебные качества рябины.

## Агротехника
Высокоурожайная культура. У крупных деревьев урожай в год обильного плодоношения может достигать 200 кг. Сравнительно зимостойкая культура и может выносить понижения температуры до −27…−30° С, кратковременно до −37° С. Засухоустойчива, успешно произрастает на сухих склонах, где другие плодовые растения погибают.
Размножается рябина крупноплодная как семенам, так и вегетативно — корневой порослью, окулировкой и прививкой. Самым простым и надежным способом размножения является окулировка глазком. Семена требуют обязательной стратификации. Всходы у рябины крупноплодной дружные.